# 6715 Sheldonmarks
6715 Sheldonmarks este un asteroid din centura principală de asteroizi.

## Descriere
6715 Sheldonmarks este un asteroid din centura principală de asteroizi. A fost descoperit pe 22 august 1990 la Observatorul Palomar de Holt, H. E., Levy, D. H.. Asteroidul prezintă o orbită caracterizată de o semiaxă mare de 2,67 ua, o excentricitate de 0,00 și o înclinație de 3,5° în raport cu ecliptica.